# 奈良先端科學技術大學院大學
奈良先端科學技術大學院大學（日语：／ Nara Sentan Kagaku Gijutsu Daigakuin Daigaku；英語譯名：Nara Institute of Science and Technology），是一所位於日本奈良县生駒市高山町的菁英國立大學。1991年創校。簡稱NAIST、奈良先端大。
這是一所「大學院大學」，只提供大學院（硕士、博士）教育。

## 概要
NAIST是一所以實現「科技立國」的國家戰略為目的，發端於大阪大學的國立理工系大學院大學。
NAIST位於關西文化學術研究都市的核心。第一線的教授擁有充實的資源，進行最先端的研究。全校捨棄既有的學院（學部）概念，靈活的教育·研究體制為其特徵。在日本，該校是第一所全校共用分布式计算網路的大學，同屬全校規模的案例，當時只有麻省理工學院的「雅典娜計畫」。

### 與國內外的比較
NAIST穩居日本之首的指標包括：教師人均研究費、人均科研補助專案數、人均科研補助金、人均專利收入、人均大學風險投資數。此外：
文部科學省指定「超级產學官聯合本部」評分日本之首。2010年國立大學法人評價（第1期）日本之首。
湯森路透高被引論文　總體、植物與動物科學：日本之首。化學、分子生物學和遺傳學、微生物學：日本前三。
世界大學學術排名（ARWU）　日本大學院大學之首。

## 沿革
- 1986年 - 1988年：有關充實並改革大學院教育、建立先端科學技術的大學院大學的討論，在日本政府中展開。
- 1989年5月：大阪大學設立先端科學技術大學院（奈良）的創設準備室，以及創設準備委員會。
- 1991年：創設準備委員會編寫「奈良先端科学技術大學院大學的構想概要」，確定設立國立大學的長期計劃。同年10月，設立「奈良先端科學技術大學院大學」、資訊科學研究科、副署圖書館。
- 1992年4月：設立生物科學研究科、資訊科學中心。
- 1993年4月：設立基因教育研究中心、資訊科學碩士課程首屆學生入學。
- 1994年4月：生物科學研究科（博士前期課程）首屆學生入學，同年6月，設立先端科學技術研究調査中心。
- 1995年4月：資訊科學研究科（博士後期課程）首屆學生入學。
- 1996年4月：生物科學研究科（博士後期課程）首屆學生入學，同年5月，設立材料科學研究科。
- 1998年4月：材料科學研究科（博士前期課程）首屆學生入學，設立材料科學教育研究中心。
- 2000年4月：材料科學研究科（博士後期課程）開始招生。總共3個研究科的構成完成。
- 2001年10月：創立10周年。
- 2004年4月：改制國立大學法人奈良先端科學技術大學院大學。
- 2005年：獲文部科學省指定名列6所「超级產學官聯合本部」菁英大學之首，評分超越東京大學、京都大學、大阪大學等舊帝國大學。
- 2010年：國立大學法人評價（第1期）全國第1名。
- 2011年10月：創立20周年。
- 2014年：獲文部科學省指定名列37所「超全球大學計畫」頂尖大學之一，大學院大學唯一入選。

## 研究科・領域・附屬設施

### 研究科・領域
- 資訊科學研究科
  - 資訊科學專攻[7]
    - 領域
      - 電腦科學領域
      - 媒體資訊學領域
      - 系統資訊學領域

    - IT-Triadic（IT3）：網路媒體社會培訓課程[8]
      - 多專業培訓（Triadicコース）
      - 次世代機器人工程師培育（RTコース）
      - 高級軟體工程師培育（Spiralコース）
      - 資訊安全工程師和管理員培訓（Keysコース）

    - 國際課程

- 生物科學研究科
  - 生物科學専攻[9]
    - 領域
      - 植物科學領域
      - 醫學生物學領域
      - 集成的系統生物學領域

    - 課程
      - 生物專家課程（2年制）
      - 前沿生物課程（5年一貫制）

- 材料科學研究科
  - 材料科學専攻[10]
    - 前期課程
      - α課程
      - π課程
      - σ課程

    - 後期課程
      - α課程
      - π課程
      - τ課程

### 附屬機關・設施
- 綜合資訊基礎中心
  - 附屬圖書館（電子圖書館）
  - 一訊基礎設施技術服務團隊
- 基因教育研究中心
- 材料科學教育研究中心
- 先端科學技術研究推進中心
- 產官學合作推進本部
- 國際合作推進本部
- 保健管理中心
- 男女共同參與室
- 就職支援室
- 環境安全衛生管理室
- 研究者交流設施

## COE計畫
The 21st Century Center Of Excellence Program
- 「前沿生物科學部屬」＊生物科學研究科
- ＊資訊科學研究科

Global COE Program
- 「前沿生命科學全球計劃」＊生物科學研究科

## 知名研究
NAIST擁有世界最先進的自然語言處理技術，也是許多先進技術的發祥地，包括ChaSen、ARToolKit、Kakashi、Namazu、GETA、MeCab、二次元光電子分光器（DIANA）等。
諾貝爾獎獲獎研究－iPS細胞誕生於NAIST，校內完整保存了山中榮譽教授的實驗設備。

## 知名人物
- 山中伸彌 - 教授，2012年诺贝尔生理学或医学奖得主
- 高橋和利 - 博士班畢業生，諾貝爾獎獲獎論文共同作者

### 主持或研發
- Mozilla Japan（英语：Mozilla Japan）
- ChaSen（英语：ChaSen）
- ARToolKit（英语：ARToolKit）